# Theo-Helmut Lieb
Theo-Helmut Theobald Lieb (Freudenstadt, 25 novembre 1889 – Freudenstadt, 20 marzo 1981) è stato un generale tedesco.
Ebbe il comando di diverse divisioni nella seconda guerra mondiale, durante la quale ottenne anche la Croce di Cavaliere dell'Ordine della Croce di Ferro con Foglie di Quercia per il coraggio dimostrato sul campo. Il generale Theo-Helmut Lieb venne catturato dalle truppe americane nel maggio 1945 in Italia e fu rilasciato nel 1947 dopo due anni di prigionia.

## Biografia
Lieb si arruolò nella Württembergische Armee il 20 marzo 1910 come sottotenente e fu promosso tenente nel reggimento granatieri "König Karl" (5° Württembergisches) n. 123 a Ulma il 18 agosto 1911. Con questo grado Lieb prese parte alla prima guerra mondiale, durante la quale divenne capitano della 240ª divisione. Per i suoi meriti ottenne diversi riconoscimenti.
Dopo la fine del conflitto, fu brevemente messo a disposizione del Ministero della Guerra e poi lavorò in un corpo armato non ufficiale da fine febbraio a metà luglio 1919. Quindi Lieb fu trasferito al Reichswehr, nel 15º reggimento di fanteria. Il 10 novembre 1938 divenne colonnello, comandante del reggimento di fanteria nella dodicesima divisione di fanteria nella Wehrkreis. Era in questo reggimento quando scoppiò il secondo conflitto bellico e ci rimase fino al 9 settembre 1940. Successivamente nella riserva di comando Lieb divenne comandante della città di Wuppertal dal 24 ottobre 1940 al 17 giugno 1941.
Durante la guerra contro la Russia, Lieb fu nominato vicedirettore della 290ª divisione di fanteria (Wehrkreis X) nel 16° Heeresgruppe Nord dal 17 settembre al 10 novembre 1941 e poi comandante della 306ª divisione di fanteria (Wehrkreis VI) dal 21 febbraio al 30 marzo 1943 nella divisione dell'esercito Hollidt del gruppo militare del sud. Successivamente comandante del gruppo di combattimento della 112ª divisione di fanteria (Wehrkreis XII) dal 3 settembre 1943 all'unione con la 4ª armata Panzer e l'ottava armata del Heeresgruppe Sud e infine dopo l'incorporazione della 112ª divisione di fanteria con i resti di alte tre fanterie, la cosiddetta Divisione B, ne divenne comandante fino al 23 marzo 1944. Racchiuso nel bacino di Cherkassy nel febbraio del 1944, Lieb condusse alcuni dei soldati in salvo con uno stratagemma e per questo il tenente generale Lieb ricevette la Croce di Cavaliere della Croce di Ferro (Ritterkreuz des Eisernen Kreuzes) il 18 febbraio 1944 (400º premio) e il grado di Brigadeführer.
Dopo un periodo di riposo, Lieb ricevette il comando della 34ª divisione di fanteria nella 14ª armata e successivamente del gruppo dell'esercito Graziani del gruppo dell'esercito C il 1º giugno 1944. Condusse questa grande organizzazione fino alla fine della guerra in Liguria e nelle Alpi occidentali italiane. Con la resa incondizionata della Wehrmacht, Lieb fu catturato dall'esercito alleato l'8 maggio 1945 e venne rilasciato nel 1947. Theo-Helmut Lieb morì nel 1981 a 92 anni.

### Generale in Italia
Mandato in Italia, era il comandante della 34ª divisione di fanteria corazzata "Brandeburgo", nel 1944 stabilì il comando a Mondovì. Qui impose il divieto di tenere le mani in tasca, quello di passeggiare in strada (solo sui marciapiedi si poteva), e il divieto di circolare in gruppi di più di 4 persone. Della sua presenza furono molti i ricordi, una volta per procacciarsi i viveri i partigiani entrarono armati in città e i cittadini uscirono festanti ad accoglierli con il tricolore. Lieb ordinò un rastrellamento dove fece 2 000 prigionieri che mandò a piedi per 25 km fino a Cuneo per essere deportati in Germania; grazie all'intercessione del vescovo Sebastiano Briacca e del comandante dei carabinieri così non fu, anche se 40 giovani, furono obbligati a entrare a far parte dell'Esercito Nazionale Repubblicano. Il 27 aprile del 1945, quasi alla fine del conflitto, il comandante locale dei partigiani Mauri offrì a Lieb la resa, la sua risposta fu: "Ho abbastanza potere e abbastanza armi da far saltare in aria tutta Mondovì, comunque riferitegli che farò saltare i ponti". Mondovì restò intatta ma alcuni ponti, tra i quali l'importante Viadotto Ellero vennero fatti brillare durante la ritirata.
Sotto il suo comando si annoverano diverse tragedie compiute dalle truppe corazzate e reparti dell'Alpenjaeger facenti parte della 34ª Divisione di Fanteria, la stessa dei massacri di Boves. Negli ultimi giorni di aprile del '45 Lieb si aggirava nelle vallate tra Pontedassio, Ormea, fino a Novi Ligure per riuscire con gli ultimi uomini rimasti a organizzare la ritirata.
Alla fine della guerra venne arrestato per omicidio e violenza carnale contro Rivi Cesare e altre 6 persone. Il 19 settembre 1947 il procuratore generale militare dott. Borsari chiese informazioni su Lieb al maggiore inglese Thighe che rispose il 14 novembre con la dichiarazione: il War Crimes Branch "il cap. Arthur Liebe è incluso nella lista dei criminali di guerra".